# Várallyay György
Várallyay György (Debrecen, 1935. július 17. – 2018. december 2.) Széchenyi-díjas magyar agrármérnök, agrogeológus, talajkutató, egyetemi tanár, a Magyar Tudományos Akadémia rendes tagja. Kutatási területe a talajtérképezés, a talajtani adatbázisok és a környezeti monitoring. Számos talajtani magyarországi és világtérkép szerkesztője. 1981 és 1997 között az MTA Talajtani és Agrokémiai Intézet igazgatója.

## Életpályája
Apja, idősebb Várallyai György (Várallyay, 1900-1954) neves, magyaróvári agrokémikus volt.
1952-ben kezdte meg egyetemi tanulmányait a Gödöllői Agrártudományi Egyetemen (GATE, ma: Szent István Egyetem), ahol 1957-ben szerzett agrármérnöki diplomát. Diplomájának megszerzése után az Országos Mezőgazdasági Minőségvizsgáló Intézet mosonmagyaróvári talajtani osztályánál kapott állást. 1960-ban átkerült az MTA Talajtani és Agrokémiai Kutatóintézet szikkutatási és -hasznosítási osztályára, ahol tudományos munkatársi beosztásban kezdett el dolgozni. 1976-ban került vezető pozícióba, amikor kinevezték a talajtani osztály vezetőjévé. Öt évvel később a kutatóintézet igazgatói tisztségével bízták meg, itt többször megerősítették, egészen 1997-ig állt a kutatóhely élén. Ekkor kutatóprofesszori megbízást kapott. Közben 1983-ban a Gödöllői Agrártudományi Egyetem címzetes egyetemi tanárává avatta, de tanított a Debreceni Agrártudományi Egyetemen és a budapesti Eötvös Loránd Tudományegyetemen is talajtant, 1977-ben pedig a kairói Ain-Samsz Egyetem meghívott előadója volt. 1988-ban a GATE-n egyetemi tanári megbízást kapott, emellett 1992-ben az MTA Talajtani és Agrokémiai Kutatóintézetbe kihelyezett talajtani tanszék vezetője lett. A tanszék élén 2005-ös nyugdíjba vonulásáig állt.
1968-ban védte meg a mezőgazdasági tudományok kandidátusi, 1988-ban akadémiai doktori értekezését. Az MTA Talajtani, Agrokémiai és Vízgazdálkodási Bizottságának lett tagja, majd 1993 és 1997 között elnöke. A bizottság 1997-ben két részre vált, a Talajtani és Agrokémiai Bizottság vezetését vitte tovább, emellett tagja lett a Mezőgazdasági Vízgazdálkodási Bizottságnak. Ezenkívül az MTA Gyepgazdálkodási, a Környezettudományi, valamint a Környezet és Egészség Bizottság munkájában vesz részt. Közben 1993-ban megválasztották a Magyar Tudományos Akadémia levelező, 1998-ban rendes tagjává. Szintén 1998-ban vette fel tagjai sorába Várallyayt a Szlovák Mezőgazdasági Akadémia. A Magyar Agrártudományi Egyesület Magyar Talajtani Társaságának tagja, majd 1990 és 1999 között elnöke volt, ekkor tiszteletbeli elnökké választották. Ezenkívül 1982 és 1986 között a Nemzetközi Talajtani Társaság Talajtechnológiai Bizottságát is vezette. Közéleti szerepet is betölt: az Országos Környezetvédelmi Tanács tagja. Az Agrokémia és Talajtan című tudományos szakfolyóirat főszerkesztője volt, emellett a Hidrológiai Közlöny, az Acta Agronomica és a Geoderma szerkesztőbizottságába került be.

## Munkássága
Fő kutatási területei a talajtérképezés, a számítógépes talajinformációs rendszerek (GIS) és talajtani adatbázisok, valamint a környezeti monitoring kérdései.
Emellett foglalkozik a talaj vízháztartásával, illetve -gazdálkodásával, ennek szabályozásával, valamint a talajdegradáció, azaz a talajminőség csökkenésének különböző jelenségeivel. Ebben a témakörben többek között a sófelhalmozódás, a szikesedés, a talajsavanyodás, a szerkezetleromlás, a tömörödés problémáinak feltárásával, előrejelzésével és megelőzésével foglalkozik. Több publikációja jelent meg talaj-környezetvédelmi tárgyban is, sikeres módszert dolgozott ki a szikesedés folyamatának előrejelzésére.
Legnagyobb nemzetközi eredménye a talajdegradációs világtérkép megalkotása, amelyet több jeles talajkutatóval együtt szerkesztett meg. Hasonló eredményt ért el a szikesedési térkép és Európa talajtérképének megszerkesztése terén. Több magyarországi talajtematikus térkép készítője volt.
Több mint ötszázötven tudományos publikáció, valamint huszonhárom könyv szerzője vagy társszerzője volt. Publikációit magyar, illetve angol nyelven adta közre.

## Díjai, elismerései
- A Magyar Köztársasági Érdemrend középkeresztje (1997)
- a Széchenyi István Egyetem Mezőgazdaság- és Élelmiszertudományi Kar díszdoktora (2002)
- Széchenyi-díj (2004)

## Főbb publikációi
- A dunavölgyi talajok sófelhalmozódási folyamatai (1967)
- Háromfázisú talajrétegekben végbemenő vízmozgás tanulmányozása (1974)
- Magyarország termőhelyi adottságait meghatározó talajtani tényezők és 1:100 000 méretarányú térképe (társszerző, 1979)
- Magyarországi talajok vízgazdálkodási tulajdonságainak kategóriarendszere és 1:100 000 méretarányú térképe (társszerző, 1980)
- Soil Degradation Processes and Their Control in Hungary (1989)
- A talaj vízgazdálkodásának és a környezet (1993)
- Climate Change, Soil Sanity and Alkalinity (1994)
- Talajfolyamatok szabályozásának tudományos megalapozása (2000)
- A mezőgazdasági vízgazdálkodás talajtani alapjai (2003)